# 코엔텍
주식회사 코엔텍(영어: Koentec)은 대한민국의 폐기물 처리 기업이다.

## 역사 및 현황
코엔텍은 1993년 7월 16일 울산환경개발이라는 법인으로 설립되었다. 2000년 3월 29일 현재의 상호로 변경되었으며, 2004년에 코스닥 시장에 상장하였다.
2008년 후성HDS가 경영권을 인수하였고, 2009년 후성그룹 계열사로 편입되었다.
2017년 맥쿼리PE가 자회사인 그린에너지홀딩스를 통해 후성그룹으로부터 코엔텍의 경영권 지분 33.63%를 795억원에 사들였다.
2020년 IS동서-E&F PE 컨소시엄이 맥쿼리PE로부터 약 4200억원에 코엔텍을 사들였다.
2024년 IS동서는 코엔텍 인수 우선매수권을 행사하는 대신, 매각가 상승을 위해 코어엔텍과 코엔텍을 묶어 통매각하기로 결정했다.
2025년 6월 16일에 코엔텍의 대주주인 아이에스동서·E&F 컨소시엄은 공개 매수를 통해 지분 82.5%를 확보함에 따라 상장폐지 되었다.

## 주해
1. ↑  주간사를 동부증권으로 공모가 6,800원에 코스닥 시장에 상장하였으나 2025년 6월 16일부로 상장폐지